# Grand Prix Cycliste la Marseillaise 2025
Il Grand Prix Cycliste la Marseillaise 2025, quarantaseiesima edizione della corsa, valevole come evento dell'UCI Europe Tour 2025 e come prima prova della Coppa di Francia categoria 1.1, si svolse il 2 febbraio 2025 su un percorso di 164,2 km, con partenza e arrivo a Marsiglia, in Francia. La vittoria fu appannaggio del francese Valentin Ferron, il quale completò il percorso in 3h57'53", alla media di 41,415 km/h, precedendo il belga Vincent Van Hemelen e lo spagnolo Francisco Galván.
Sul traguardo di Marsiglia 132 ciclisti, dei 144 partenti, portarono a termine la competizione.

## Squadre e corridori partecipanti
| N.      | Cod. | Squadra                    |
| ------- | ---- | -------------------------- |
| 1-7     | GFC  | Groupama-FDJ               |
| 11-17   | DAT  | Decathlon AG2R La Mondiale |
| 21-27   | ARK  | Arkéa-B&B Hotels           |
| 31-37   | COF  | Cofidis                    |
| 41-47   | IGD  | Ineos Grenadiers           |
| 51-57   | ADC  | Alpecin-Deceuninck         |
| 61-67   | TEN  | TotalEnergies              |
| 71-77   | RKT  | Unibet Tietema Rockets     |
| 81-87   | BBH  | Burgos-Burpellet-BH        |
| 91-97   | CJR  | Caja Rural-Seguros RGA     |
| 101-106 | EKP  | Equipo Kern Pharma         |

| N.      | Cod. | Squadra                           |
| ------- | ---- | --------------------------------- |
| 111-117 | EUS  | Euskaltel-Euskadi                 |
| 121-126 | LOT  | Lotto                             |
| 131-137 | TFB  | Team Flanders-Baloise             |
| 141-147 | WB2  | Wagner Bazin WB                   |
| 151-157 | TFT  | Solution Tech Vini Fantini        |
| 161-167 | AUB  | St Michel-Preference Home-Auber93 |
| 171-177 | UCN  | CIC-U-Nantes                      |
| 181-187 | VRR  | Van Rysel-Roubaix                 |
| 191-197 | NMC  | Nice Métropole Côte d'Azur        |
| 201-207 | BTC  | Beltrami TSA Tre Colli            |

## Ordine d'arrivo (Top 10)
| Pos. | Corridore           | Squadra    | Tempo    |
| ---- | ------------------- | ---------- | -------- |
| 1    | Valentin Ferron     | Cofidis    | 3h57'53" |
| 2    | Vincent Van Hemelen | Flanders   | s.t.     |
| 3    | Francisco Galván    | Kern       | s.t.     |
| 4    | Eduard Prades       | Caja Rural | s.t.     |
| 5    | Paul Seixas         | Decathlon  | s.t.     |
| 6    | Gotzon Martín       | Euskaltel  | s.t.     |
| 7    | Nicolas Prodhomme   | Decathlon  | s.t.     |
| 8    | Axel Laurance       | Ineos      | s.t.     |
| 9    | Pau Miquel          | Kern       | s.t.     |
| 10   | Alex Molenaar       | Caja Rural | s.t.     |